# 木下寧々
木下 寧々（きのした ねね、1994年11月20日 - ）は、日本のAV女優。アルシェプロダクション所属。

## 略歴・人物
東京都出身。2015年にAVデビュー。

## 出演作品

### アダルトDVD
2015年
- シロウトハンター2 19（2月11日、プレステージ）
- 「気絶するかと思った…」 ハニカミ笑顔が超可愛い美少女AVデビュー（2月15日、ピーターズMAX Jr.）
- 放尿・お漏らし・失禁・潮吹き そして涎まで… とめどなく溢れる寧々のおいしい天然水（3月15日、ピーターズMAX Jr.）
- 弾ける笑顔で変態ドマゾ!チアで鍛えた筋肉マ○コで中出しザーメンをクパァクパァ飲み込み快楽堕ち!（5月8日、FIRST STAR）
- マジックミラー号 接客好感度No.1！心優しいCA（キャビンアテンダント）に素股をお願いしたら、まさかの…本番まで！？高嶺の花の美女たちが内気なセカンド童貞くんたちを癒してくれました！（5月9日、 SODクリエイト）さなさん22歳
- 美少女レズビアン（5月15日、ピーターズMAX Jr.）
- 脱がさないでハメるからスケベに感じる! 凌辱風味の着衣セックス。（6月16日、ピーターズMAX Jr.）
- 気持ちよく射精できる手淫講座（6月18日、グローリークエスト）
- 女子校生強制中出し 5（7月10日、TAM）
- ペニバンレズ小説家（8月21日、TOMAHAWK）
- 撮影現場のカメラの前でおしっこをするAV女優（9月3日、グローリークエスト）
- 猫にゃん娘カフェへようこそ♥（9月4日、TOMAHAWK）
- エッチなJK10人のおま●こ*アナル くぱあ〜 自画撮り 私だけを見てみてオナニー（9月15日、プリモ）
- 強制パイパン村（10月1日、グローリークエスト）
- ムレムレ ブルマ合宿（10月15日、グローリークエスト）

## Web番組
- スパローズのギリギリアウツ!? #148（2015年5月28日、ニコジョッキー）